# Nadiya Myronyuk
Nadiya Myronyuk, née le 25 mars 1984 est une haltérophile ukrainienne.

## Palmarès

### Jeux olympiques
- 2008 à Pékin
  - participation

### Championnats d'Europe
- 2006 à Władysławowo
  -  Médaille de bronze en moins de 75 kg.
- 2013 à Tirana
  -  Médaille de bronze en moins de 69 kg.
- 2014 à Tel Aviv
  -  Médaille de bronze en moins de 69 kg.